# Markus Fähndrich
Markus Fähndrich (* 24. März 1960 in Cham) ist ein ehemaliger Schweizer Skilangläufer.

## Werdegang
Fähndrich, der für den SC Horw startete, nahm bis 1980 an Juniorenrennen teil. Dabei belegte er im März 1979 in La Bresse den zweiten Platz über 12 km und bei den Schweizer Juniorenmeisterschaften 1980 den dritten Platz über 15 km. Bei den Schweizer Meisterschaften 1981 in Urnäsch gewann er Bronze mit der Staffel und errang bei den Schweizer Meisterschaften 1982 den achten Platz über 15 km. Nach Platz zwei über 15 km in Pontresina zu Beginn der Saison 1982/83 wurde er bei den Schweizer Meisterschaften 1983 jeweils Siebter über 15 km und 50 km und Fünfter über 30 km. In der Saison 1983/84 errang er wie in der Vorsaison den zweiten Platz über 15 km in Pontresina und holte bei den Schweizer Meisterschaften 1984 in Saint-Imier über 50 km seinen ersten und einzigen Meistertitel. Zudem lief er dort auf den zehnten Platz über 15 km und auf den dritten Rang mit der Staffel. Er wurde daraufhin für die Olympischen Winterspiele 1984 in Sarajevo nominiert und errang dabei den 32. Platz über 15 km und den 25. Platz über 50 km. Ausserdem kam er in der Saison 1983/84 auf den zweiten Platz in Sörenberg über 14 km und auf den ersten Rang zusammen mit Daniel Sandoz in La Chaux-de-Fonds. Nach Platz eins über 15 km in Ulrichen zum Auftakt der Saison 1984/85 wurde er bei den Weltcups in Witoscha und in Oslo jeweils Zweiter mit der Staffel. Zudem erreichte er mit Platz 16 über 50 km in Lahti und Rang neun über 30 km in Falun seine besten Platzierungen im Weltcup und mit dem 39. Platz im Gesamtweltcup sein bestes Gesamtergebnis. Im Januar 1985 belegte er in Pontresina den zweiten Platz über 15 km und in St. Moritz den dritten Rang über 15 km. Bei den Schweizer Meisterschaften 1985 in Einsiedeln gewann er über 30 km und 50 km jeweils Bronze und über 15 km und mit der Staffel jeweils Silber. Beim Saisonhöhepunkt, den nordischen Skiweltmeisterschaften 1985 in Seefeld in Tirol, kam er auf den 27. Platz über 50 km. Im folgenden Jahr lief er bei den Schweizer Meisterschaften 1986 in Trun auf den zehnten Platz über 30 km und jeweils auf den fünften Rang über 15 km und 50 km. 
In der Saison 1986/87 siegte Fähndrich über 15 km beim Alpencup in Furtwangen und belegte in Le Brassus den dritten Platz über 15 km Freistil und bei den Schweizer Meisterschaften 1987 in Blonay den siebten Platz über 30 km klassisch und den vierten Rang über 50 km Freistil. Beim Saisonhöhepunkt, den nordischen Skiweltmeisterschaften 1987 in Oberstdorf, errang er den 15. Platz über 50 km. Nach Platz drei über 9,6 km in Pontresina zu Beginn der Saison 1987/88 erlitt er nach einem Sturz in Štrbské Pleso einen Bänderriss und konnte dadurch nicht an den Schweizer Meisterschaften teilnehmen. Er nahm einen Monat später an den Olympischen Winterspielen in Calgary teil und belegte dabei den 35. Platz über 50 km Freistil. Im März 1988 wurde er Dritter beim Engadin Skimarathon. Nach der Saison 1987/88 trat er aus dem A-Kader aus und nahm in den folgenden Jahren an nationalen und Volkslangläufen teil. Dabei siegte er in der Saison 1988/89 in Maloja über 15 km Freistil, beim Tauer-Marathon in Altenmarkt über 50 km und beim Pinzgalauf in Kaprun über 45 km. Zudem wurde er Dritter beim Sapporo International Ski Marathon, Vierter beim Transjurassienne und Siebter bei den Schweizer Meisterschaften 1989 über 50 km Freistil. Er belegte damit den vierten Platz in der Worldloppet-Gesamtwertung. In der folgenden Saison gewann er wie im Vorjahr den Tauer-Marathon, den 20-km-Lauf auf der Lenzerheide und den Sapporo International Ski Marathon. Zudem errang er den dritten Platz beim American Birkebeiner und den zweiten Platz beim Gatineau Loppet und erreichte zum Saisonende den zweiten Platz in der Worldloppet-Gesamtwertung. Bei den Schweizer Meisterschaften Anfang Februar 1990 wurde er Fünfter über 50 km Freistil. Im Jahr 1991 gewann er den Suisse-Loppet-Lauf in Les Cernets über 42 km Freistil und errang im folgenden Jahr dabei den zweiten Platz. Nach seiner Karriere eröffnete er ein Sportgeschäft und eine Skilanglaufschule.
Fähndrich ist mit der ehemaligen Skilangläuferin Karin Thomas verheiratet. Sein Bruder Kurt Fähndrich sowie deren Tochter Nadine Fähndrich sind bzw. waren im Skilanglauf aktiv.

## Teilnahmen an Weltmeisterschaften und Olympischen Winterspielen

### Olympische Winterspiele
- 1984 Sarajevo: 25. Platz 50 km, 32. Platz 15 km
- 1988 Calgary: 35. Platz 50 km Freistil

### Nordische Skiweltmeisterschaften
- 1985 Seefeld in Tirol: 27. Platz 50 km
- 1987 Oberstdorf: 15. Platz 50 km